# Önneköp
Önneköp är en tätort i Hörby kommun belägen på Linderödsåsen.

## Historia
Önneköp finns belagt i ortnamnsregistret på 1570-talet. Den lilla byn, bestående av några enstaka gårdar, låg norr om den nuvarande byn, och flyttade under 1800-talet till ett bättre läge ur kommunikationssynpunkt: vid vägkorset. Ett nytt Önneköp där gårdarna placerats längs vägsträckningarna uppstod. Hemmansklyvningar och senare bebyggelse har anslutit till bebyggelsemönstret och gett upphov till en radbyliknande struktur. Under senare delen av 1800-talet och början av 1900-talet tillkom fler gathus, olika hantverkare, en lanthandel och en valskvarn. Den nya byn växte om det gamla sockencentrat i Långaröd. 

### Befolkningsutveckling
| Befolkningsutvecklingen i Önneköp 1960–2020                   | Befolkningsutvecklingen i Önneköp 1960–2020 | Befolkningsutvecklingen i Önneköp 1960–2020 | Befolkningsutvecklingen i Önneköp 1960–2020 | Befolkningsutvecklingen i Önneköp 1960–2020 |
| ------------------------------------------------------------- | ------------------------------------------- | ------------------------------------------- | ------------------------------------------- | ------------------------------------------- |
|                                                               |                                             |                                             |                                             |                                             |
| År                                                            |                                             |                                             | Folkmängd                                   | Areal (ha)                                  |
| 1960                                                          | 1960                                        |                                             | 201                                         |                                             |
| 1990                                                          | 1990                                        |                                             | 148                                         | 22#                                         |
| 1995                                                          | 1995                                        |                                             | 157                                         | 27#                                         |
| 2000                                                          | 2000                                        |                                             | 164                                         | 27#                                         |
| 2005                                                          | 2005                                        |                                             | 185                                         | 27#                                         |
| 2010                                                          | 2010                                        |                                             | 206                                         | 27                                          |
| 2015                                                          | 2015                                        |                                             | 209                                         | 52                                          |
| 2020                                                          | 2020                                        |                                             | 209                                         | 57                                          |
| Anm.: Upphörde som tätort 1965. Ny tätort 2010. # Som småort. |                                             |                                             |                                             |                                             |

## Samhället
Bebyggelsen i Önneköp är småskalig och består till största del av gathus, gårdar, egnahem och en mindre andel modernare villor. Husen är uppförda i trä eller tegel. Mitt i byn ligger en liten livsmedelsaffär, ett bageri/kafé/thaimatsrestaurang samt en fransk restaurang. Denna service – tills för en 10-15  år sedan fanns även två banker, frisör, spannmålshandel och en fotograf i byn – gör byn till centrum för närområdet.
Gamla Lanthandeln i Önneköp (nu lanthandelsmuseum) i en byggnad med panelarkitektur var nedlagd oktober 2011 till mars 2012.
I närheten av Önneköp ligger även Arnolds Kannibalmuseum och Yangtorp.
Byn har en egen flagga som är skapad av Evert Ljusberg.